# The Spirit (film 2008)
The Spirit (anche noto come Will Eisner's The Spirit) è un film del 2008, trasposizione cinematografica dell'omonima striscia a fumetti creata da Will Eisner.
La regia e la sceneggiatura sono state affidate al noto autore di fumetti Frank Miller, tra i principali interpreti figurano Gabriel Macht nel ruolo di The Spirit e Samuel L. Jackson nella sua nemesi Octopus. In studio dagli anni novanta, il film è stato cofinanziato da BatFilm, OddLot Entertainment e Lions Gate.

## Trama
Denny Colt/The Spirit vigila sulla sua amata città difendendola da ladri, criminali comuni, e dalla sua nemesi, Octopus. Il villain è ossessionato da Spirit poiché essi sono in qualche modo simili, apparentemente immortali. A complicare il tutto arriva una femme fatale, Sand Saref, ossessionata dalla ricchezza e da qualsiasi cosa luccichi. La sua storia è tragica: amata da Colt/Spirit durante l'adolescenza, entra in una crisi personale quando suo padre viene ucciso da un mafioso durante una colluttazione.
Poiché sembra che l'assassino sia lo zio di Danny, suicidatosi subito dopo la morte dell'amico, lei dichiara di odiare i poliziotti, nonostante la polizia sia il sogno del giovane Danny, di disprezzare la città e scappa via con l'intenzione dichiarata di non tornare mai più. Spirit si troverà a dover affrontare la follia dilagante di Octopus e la sua vecchia amica, il tutto collegato a due misteriose casse, contenenti antichi segreti. Rimanendo ovviamente legato alla sua unica e vera donna: la sua città.

## Cast
- Gabriel Macht è Denny Colt / The Spirit: un ex poliziotto dal carattere duro e repressivo, è ossessionato dal rispetto dell'ordine. Si maschera per combattere il crimine. La sua natura è misteriosa. Sembra che non possa morire ma è sempre accompagnato dall'angelo della morte.[2]
- Samuel L. Jackson è The Octopus: è un supercriminale dalla mente perversa, programma di distruggere l'Europa centrale e uccidere chiunque intralci il suo cammino.[2]
- Scarlett Johansson è Silken Floss: segretaria e complice di The Octopus, attira le vittime grazie alla sua figura di femme fatale.[3]
- Eva Mendes è Sand Saref: amica d'infanzia di Denny Colt ora ladra di gioielli.[4]
- Sarah Paulson è la dottoressa Ellen Dolan: personaggio secondario, figlia del commissario di polizia, anch'essa è coinvolta nel triangolo amoroso con Colt.[5]
- Stana Katic è Morgenstern: un'agente esordiente, coraggiosa e abile tiratrice scelta, che idolatra The Spirit.[5]
- Dan Lauria è Dolan: è il commissario di polizia della città, da sempre alla ricerca dell'identità di The Spirit e principale tutore dell'ordine.[5]
- Louis Lombardi è Phobos, Logos, Pathos, Ethos, Bulbos, Huevos, Mangos, Adios, Amigos ed ecc.: scagnozzi privi d'intelligenza, creati in provetta dallo stesso Octopus.[5]

## Premessa
Il regista e sceneggiatore Frank Miller ha così premesso il protagonista:
Su altre dichiarazioni di Miller, nel film non sono state trattate le origini dei protagonisti, e che anzi la storia narrata parte già con alcune imprese.
Inoltre, se nel fumetto le avventure si collocano a cavallo tra gli anni quaranta e gli anni cinquanta, per il film è stato adottato un senso di contemporaneità che rende irriconoscibile la linea temporale.
Per rendere più bella possibile la storia, sono stati inseriti i personaggi Sand Saref ed Ellen Dolan, che coinvolgeranno The Spirit in un triangolo amoroso; non è presente la spalla afroamericana del protagonista nel fumetto, Ebony White.

## Produzione
All'inizio degli anni ottanta, Steven Paul Leiva, scrittore e produttore, propose a Gary Kurtz l'adattamento animato dell'opera di Will Eisner. Leiva aveva visionato un filmato di prova diretto da Brad Bird (conosciuto da Kurtz nel periodo di Piccolo Nemo - Avventure nel mondo dei sogni, al quale Bird aveva brevemente partecipato come supervisore dell'animazione) e, impressionato dalla qualità dell'animazione, aveva preso contatti con il produttore, rivelatosi un appassionato dell'opera di Eisner. Leiva aveva scelto Kurtz perché Bird avrebbe lavorato al progetto soltanto se a produrlo ci fossero stati George Lucas, Steven Spielberg, Francis Ford Coppola o lo stesso Kurtz.
Dopo un incontro a Los Angeles, Kurtz decise di opzionare i diritti per l'adattamento, convincendo lo stesso Eisner. Il mercato dell'animazione, in quegli anni, versava in condizioni critiche: i Walt Disney Animation Studios non sembravano potersi permettere un progetto così rischioso come The Spirit; le compagnie più piccole, allo stesso modo, si stavano dedicando a film per bambini, rincuoranti e solari. Il gruppo decise allora di fondare il proprio studio d'animazione, Visions Animation + FilmWorks, con il quale realizzare il film. Bird e Jerry Rees (uno degli animatori del test di prova) posero le basi per la sceneggiatura che sarebbe stata scritta dal solo Bird.
Dopo alcuni mesi, in cui Bird aveva steso una prima bozza lavorando negli uffici della Kinetographics, Kurtz mostrò il progetto ai maggiori studi hollywoodiani in cerca di finanziamenti. Nonostante la sceneggiatura venisse elogiata dalla maggior parte dei dirigenti, nessuno riusciva a capire perché il gruppo fosse così desideroso di realizzare un noir con personaggi umani, nessun animale parlante, e atmosfere adulte con la tecnica dell'animazione; più persone proposero a Kurtz di girare una versione dal vivo della sceneggiatura, ma Bird fu adamantino sulla decisione di fare uno Spirit a cartoni. Kurtz perse i diritti e l'idea dello studio Visions Animation + FilmWorks venne accantonata, così come l'adattamento di The Spirit.
Negli anni novanta i diritti vennero acquisiti da Michael Uslan, intenzionato a produrre un film live action che sarebbe stato fedele al fumetto e ai personaggi. Il fumettista e grande fan di The Spirit, John Turman, si propose a Uslan come sceneggiatore.
Nel luglio 2004, lo studio cinematografico OddLot Entertainment subentrò nel progetto come finanziatore, associando Gigi Pritzker e Deborah Del Prete come produttori e alcune personalità della Batfilm Productions per ricercare una buona sceneggiatura da cui partire.
Il creatore del fumetto, Will Eisner, ancora in possesso di una percentuale dei diritti, chiese agli studi di ricalcare fedelmente il personaggio, altrimenti avrebbe compromesso la realizzazione dell'adattamento.
Il fumettista Jeph Loeb fu coinvolto per stendere il copione a metà aprile 2005, ma abbandonò l'incarico poco tempo dopo.
Alla ricerca di un buon visionario, Uslan iniziò ad interessarsi ai lavori di Frank Miller, e dopo l'uscita di Sin City si convinse a sceglierlo per la stesura dello script.
Inizialmente titubante, Miller disse al produttore che era insicuro circa la sua capacità di ricalcare alla perfezione le atmosfere del fumetto, ma pochi giorni dopo dalla sua chiamata contattò Uslan per farsi assumere come sceneggiatore.
Miller è stato confermato come regista a luglio 2006, e alla sua prima intervista dichiarò che era in procinto di analizzare le storie più lucrose di The Spirit per coglierne gli elementi più importanti:
La sceneggiatura è stata completata durante febbraio 2007, dando così spazio a Miller per dedicarsi ad un altro progetto.

### Cast
Il casting è stato aperto nell'estate 2007 da Frank Miller.
A maggio, Samuel L. Jackson si è presentato per interpretare l'antagonista The Octopus, ed è stato subito inserito data la sua ottima capacità di recitazione.
Per la parte da protagonista, il primo attore a presentarsi è stato Gabriel Macht, e dopo una sola audizione in agosto è stato scelto da Miller. L'attrice Eva Mendes ha richiesto la sua partecipazione in un qualsiasi ruolo ancor prima che Miller ultimasse la sceneggiatura, ed è stata poi assegnata per il ruolo di Sand Saref.

### Riprese
Le riprese erano inizialmente programmate per avviarsi nella tarda primavera del 2007, e dato il posticipo di Sin City - Una donna per cui uccidere è stato possibile per Miller studiare la lavorazione.
In seguito al coinvolgimento di Gabriel Macht come principale interprete nell'agosto 2007, le riprese sono state posticipate per svolgersi in ottobre.
Su idea di Miller, la lavorazione si è svolta in studi green screen (come successo per Sin City e 300), e ogni sequenza è stata girata in digitale con ambientazioni virtuali. Sempre traendo spunto da Sin City, alcune scene sono state riprese interamente dal fumetto e poi montate sul girato. Gli interni sono stati filmati nei teatri di posa di Albuquerque (Nuovo Messico).

## Promozione

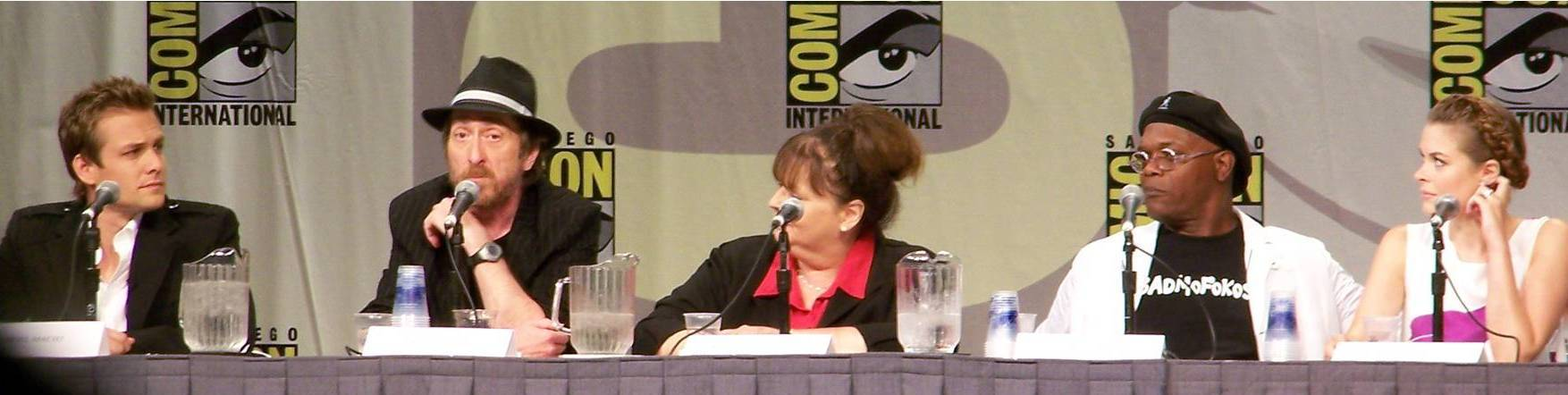
Da sinistra, Gabriel Macht, Frank Miller, Deborah Del Prete, Samuel L. Jackson e Jaime King al Comic-Con per promuovere il film.

Frank Miller e Michael Uslan hanno programmato di promuovere il film al New York Comic-Con il 24 febbraio 2007.
Il giorno previsto, Miller si è dovuto assentare per la seduta giornaliera di riabilitazione, ciò a causa di alcune lesioni riportare all'anca e alle gambe poco tempo prima.
Per non rinviare la promozione, Uslan si è presentato alla convention in compagnia del produttore F. J DeSanto e dell'ex-editore dei fumetti The Spirit, Denis Kitchen. I tre hanno mostrato alcuni carteggi inerenti alla storia e lo sviluppo della trasposzione.
La casa editrice Titan Books ha annunciato la pubblicazione a dicembre 2008 di un libro trattante le fasi della produzione, con all'interno interviste, storyboard, foto dal set, screenshot, production art e altro materiale inerente allo sviluppo del film.

## Divieti e censure
Dopo la supervisione da parte della Motion Picture Association of America, al film è stato assegnato un visto censura PG-13 (ovvero i minori di 13 anni non potranno vederne la proiezione cinematografica) a causa di "intense sequenze di violenza stilizzata, medio-basso contenuto di sesso, nudità e discriminazione razziale".

## Distribuzione
In Italia e Stati Uniti d'America il film è stato immesso nel circuito cinematografico il 25 dicembre 2008.

## Incassi
Il film ha incassato 39031337 $ in tutto il mondo a fronte di un budget di 53 milioni di dollari.